# Пірокластичний імпульс
Пірокластичний сплеск або імпульс — це псевдозріджена маса турбулентного газу та фрагментів породи, яка викидається під час вулканічних вивержень. Він подібний до пірокластичні потоки але має меншу густину або має набагато більше співвідношення газу до каміння, що робить його більш турбулентним і дозволяє здійнятися над хребтами та пагорбами, а не рухатися лише вниз як це роблять пірокластичні потоки.

## Базова хвиля
Вперше встановлений після виверження вулкану Тааль в 1965 на Філіппінах, яке відвідував вулканолог із USGS, що визнав феномен як подібний до базової хвилі при ядерних вибухах. Дуже схоже до вибухів, що здіймають землю, що асоціюють із ядерними вибухами, ці сплести є кільцями із турбулентної суміші фрагментів і газу, що розширюються, і які вириваються назовні із стовпів вибуху. Базові хвилі зазвичай утворюються при взаємодії магми і води або при фреатомагматичних виверженнях.  Вони розвиваються при взаємодії магми (часто базальтової) і води і утворюють тонкі клиноподібні поклади, характерні для маарів.